# Matteo Guendouzi
Matteo Elias Kenzo Guendouzi Olié, född 14 april 1999 i Poissy, är en fransk fotbollsspelare som spelar för Lazio.

## Klubbkarriär
Den 5 oktober 2020 lånades Guendouzi ut av Arsenal till tyska Hertha Berlin på ett låneavtal över säsongen 2020/2021. Den 6 juli 2021 lånades han ut till Marseille på ett säsongslån. Den 1 juli 2022 köptes Guendouzi loss av Marseille.
Den 31 augusti 2023 lånades Guendouzi ut till Lazio med en tvingande köpoption.

## Landslagskarriär
I november 2022 blev Guendouzi uttagen i Frankrikes trupp till VM 2022.